# Abderrahman Ait Khamouch
Abderrahman Ait Khamouch (9 de noviembre de 1986) es un deportista español que compite en atletismo adaptado. Ganó cuatro medallas en los Juegos Paralímpicos de Verano entre los años 2008 y 2016.

## Palmarés internacional
| Juegos Paralímpicos | Juegos Paralímpicos     | Juegos Paralímpicos | Juegos Paralímpicos |
| Año                 | Lugar                   | Medalla             | Prueba              |
| ------------------- | ----------------------- | ------------------- | ------------------- |
| 2008                | Pekín (China)           | Medalla de plata    | 1500 m T46          |
| 2008                | Pekín (China)           | Medalla de bronce   | 800 m T46           |
| 2012                | Londres (Reino Unido)   | Medalla de plata    | Maratón T46         |
| 2016                | Río de Janeiro (Brasil) | Medalla de plata    | Maratón T46         |